# Natação no Campeonato Mundial de Esportes Aquáticos de 2023 - 50 m borboleta masculino
A disputa na modalidade 50 metros borboleta masculino de Natação no Campeonato Mundial de Esportes Aquáticos de 2023 fora realizada nos dias 23 e 24 de julho de 2023 na Marine Messe Fukuoka em Fukuoka, no Japão. Ao todo, 91 nadadores de 81 Comitês Olímpicos Nacionais estavam previstos para competirem no evento.

## Formato da competição
A competição consiste em três rodadas: eliminatórias, semifinais e final. Os nadadores com os 16 melhores tempos nas baterias preliminares avançam as semifinais. Já os nadadores com os 8 melhores tempos nas semifinais avançam a final. Desempates (swim-offs) são utilizados conforme necessário para quebrar os empates de avanço a próxima rodada.

## Calendário
Todos os horários estão na Hora legal japonesa (UTC+9).
| Data                | Horário | Fase          |
| ------------------- | ------- | ------------- |
| 23 de julho de 2023 | 11:35   | Eliminatórias |
| 23 de julho de 2023 | 20:23   | Semifinais    |
| 24 de julho de 2023 | 21:32   | Final         |

## Recordes
Antes desta competição, os recordes mundiais e do campeonato nesta prova eram os seguintes:
| Tipo                  | Atleta         | Tempo  | Local   | Data                |
| --------------------- | -------------- | ------ | ------- | ------------------- |
|                       | Andriy Govorov | 22s 27 | Roma    | 1 de julho de 2018  |
| Recorde do campeonato | Caeleb Dressel | 22s 35 | Gwangju | 22 de julho de 2019 |

## Medalhistas
| Ouro                   | Prata                    | Bronze                   |
| Thomas Ceccon · Itália | Diogo Ribeiro · Portugal | Maxime Grousset · França |

## Resultados

### Eliminatórias
As eliminatórias serão realizadas no dia 22 de julho com início às 11:35.
| Pos. | Bateria | Raia | Nadador                         | CON                      | Tempo | Notas |
| ---- | ------- | ---- | ------------------------------- | ------------------------ | ----- | ----- |
| 1    | 8       | 5    | Maxime Grousset                 | França                   | 22.74 | Q     |
| 2    | 9       | 5    | Jacob Peters                    | Reino Unido              | 22.85 | Q     |
| 3    | 8       | 4    | Dylan Carter                    | Trinidad e Tobago        | 22.89 | Q     |
| 4    | 8       | 8    | Abdelrahman Sameh               | Egito                    | 23.10 | Q     |
| 5    | 10      | 6    | Noè Ponti                       | Suíça                    | 23.13 | Q     |
| 6    | 9       | 4    | Thomas Ceccon                   | Itália                   | 23.14 | Q     |
| 7    | 9       | 3    | Diogo Ribeiro                   | Portugal                 | 23.14 | Q     |
| 8    | 10      | 5    | Nyls Korstanje                  | Países Baixos            | 23.19 | Q     |
| 9    | 9       | 0    | Ilya Kharun                     | Canadá                   | 23.27 | Q     |
| 10   | 10      | 4    | Benjamin Proud                  | Reino Unido              | 23.27 | Q     |
| 11   | 9       | 2    | Dare Rose                       | Estados Unidos           | 23.27 | Q     |
| 12   | 10      | 3    | Szebasztián Szabó               | Hungria                  | 23.27 | Q     |
| 13   | 8       | 6    | Simon Bucher                    | Áustria                  | 23.32 | Q     |
| 14   | 7       | 7    | Mario Molla Yanes               | Espanha                  | 23.34 | Q     |
| 15   | 8       | 7    | Joshua Liendo                   | Canadá                   | 23.36 | Q     |
| 15   | 10      | 7    | Josif Miladinov                 | Bulgária                 | 23.36 | Q     |
| 17   | 7       | 1    | Stergios Bilas                  | Grécia                   | 23.39 |       |
| 18   | 10      | 9    | Meiron Cheruti                  | Israel                   | 23.40 |       |
| 19   | 9       | 6    | Cameron McEvoy                  | Austrália                | 23.40 |       |
| 20   | 7       | 2    | Nicholas Lia                    | Noruega                  | 23.43 |       |
| 21   | 8       | 2    | Andriy Govorov                  | Ucrânia                  | 23.44 |       |
| 22   | 7       | 5    | Tomer Frankel                   | Israel                   | 23.48 |       |
| 23   | 6       | 1    | Baek In-chul                    | Coreia do Sul            | 23.48 |       |
| 24   | 8       | 0    | Adilbek Mussin                  | Cazaquistão              | 23.55 |       |
| 25   | 10      | 1    | Cameron Gray                    | Nova Zelândia            | 23.57 |       |
| 26   | 8       | 9    | Shaun Champion                  | Austrália                | 23.60 |       |
| 27   | 7       | 0    | Julien Henx                     | Luxemburgo               | 23.65 |       |
| 28   | 6       | 3    | Mikel Schreuders                | Aruba                    | 23.65 |       |
| 29   | 10      | 8    | Shaine Casas                    | Estados Unidos           | 23.69 |       |
| 30   | 9       | 9    | Mikkel Lee                      | Singapura                | 23.73 |       |
| 30   | 9       | 8    | Daniel Zaitsev                  | Estónia                  | 23.73 |       |
| 32   | 7       | 3    | Oskar Hoff                      | Suécia                   | 23.74 |       |
| 33   | 8       | 1    | Naoki Mizunuma                  | Japão                    | 23.75 |       |
| 34   | 7       | 9    | Tibor Tistan                    | Eslováquia               | 23.75 |       |
| 35   | 10      | 0    | Chen Juner                      | China                    | 23.79 |       |
| 36   | 10      | 2    | Takeshi Kawamoto                | Japão                    | 23.79 |       |
| 37   | 9       | 7    | Wang Changhao                   | China                    | 23.83 |       |
| 38   | 6       | 4    | Adrian Jaskiewicz               | Polónia                  | 23.84 |       |
| 39   | 6       | 6    | Kayky Marquart Mota             | Brasil                   | 23.85 |       |
| 40   | 5       | 6    | Lamar Taylor                    | Bahamas                  | 23.91 |       |
| 41   | 8       | 3    | Teong Tzen Wei                  | Singapura                | 23.92 |       |
| 42   | 7       | 6    | Miguel Nascimento               | Portugal                 | 23.95 |       |
| 43   | 7       | 4    | Daniel Gracík                   | Chéquia                  | 23.96 |       |
| 44   | 6       | 5    | Roland Schoeman                 | África do Sul            | 24.02 |       |
| 45   | 6       | 7    | Jorge Iga Cesar                 | México                   | 24.05 |       |
| 46   | 6       | 2    | Jarod Hatch                     | Federação suspensa       | 24.07 |       |
| 47   | 9       | 1    | Piero Codia                     | Itália                   | 24.13 |       |
| 48   | 6       | 9    | Abeiku Jackson                  | Gana                     | 24.14 |       |
| 49   | 6       | 0    | Ian Ho                          | Hong Kong                | 24.20 |       |
| 50   | 7       | 8    | Waleed Abdulrazzaq              | Kuwait                   | 24.30 |       |
| 51   | 5       | 3    | Ben Hockin                      | Paraguai                 | 24.34 |       |
| 52   | 5       | 1    | Guido Buscaglia                 | Argentina                | 24.47 |       |
| 53   | 5       | 8    | Bryan Leong                     | Malásia                  | 24.54 |       |
| 54   | 5       | 2    | Lương Jeremie Loic Nino         | Vietname                 | 24.56 |       |
| 55   | 5       | 0    | Matthew Lawrence                | Moçambique               | 24.70 |       |
| 56   | 5       | 5    | Emre Sakçı                      | Turquia                  | 24.72 |       |
| 57   | 5       | 9    | Sajan Prakash                   | Índia                    | 24.93 |       |
| 58   | 5       | 7    | Joe Kurniawan                   | Indonésia                | 25.05 |       |
| 59   | 5       | 4    | Emil Jose Perez Avila           | Venezuela                | 25.22 |       |
| 60   | 4       | 2    | Adriel Sanes                    | Ilhas Virgens Americanas | 25.28 |       |
| 61   | 4       | 4    | Salvador Gordo                  | Angola                   | 25.48 |       |
| 62   | 4       | 1    | Kokoro Frost                    | Samoa                    | 25.58 |       |
| 62   | 2       | 5    | Alex Joachim                    | São Vicente e Granadinas | 25.58 |       |
| 64   | 4       | 5    | Mohamad Eyad Masoud             | Atleta refugiado         | 25.73 |       |
| 65   | 4       | 6    | Finau Ohuafi                    | Tonga                    | 25.85 |       |
| 66   | 4       | 7    | Diego Aranda                    | Uruguai                  | 25.87 |       |
| 67   | 4       | 8    | Salem Sabt                      | Emirados Árabes Unidos   | 25.95 |       |
| 68   | 4       | 3    | Jeno Heyns                      | Suriname                 | 26.21 |       |
| 69   | 2       | 6    | Damien Shamambo                 | Zâmbia                   | 26.46 |       |
| 70   | 3       | 3    | Adnan Kabuye                    | Uganda                   | 26.54 |       |
| 71   | 4       | 9    | Phansovannarun Montross         | Camboja                  | 26.95 |       |
| 72   | 3       | 4    | Fakhriddin Madkamov             | Tajiquistão              | 27.10 |       |
| 73   | 3       | 5    | Nathaniel Noka                  | Papua-Nova Guiné         | 27.46 |       |
| 74   | 1       | 5    | Hilal Hilal                     | Tanzânia                 | 27.68 |       |
| 75   | 4       | 0    | Alassane Seydou                 | Níger                    | 27.91 |       |
| 76   | 3       | 1    | Fodé Amara Camara               | Guiné                    | 28.42 |       |
| 77   | 3       | 6    | Souleymane Napare               | Burquina Fasso           | 28.49 |       |
| 78   | 2       | 3    | Ailton Lima                     | Cabo Verde               | 28.66 |       |
| 79   | 2       | 2    | Nicky Irakoze                   | Burundi                  | 28.94 |       |
| 80   | 3       | 2    | Houmed Houssein Barkat          | Djibuti                  | 29.02 |       |
| 81   | 2       | 1    | Slava Sihanouvong               | Laos                     | 29.13 |       |
| 82   | 2       | 7    | Pap Jonga                       | Gâmbia                   | 29.78 |       |
| 83   | 3       | 8    | Tilahun Malede                  | Etiópia                  | 29.80 |       |
| 84   | 1       | 4    | Giorgio Nguichie Kamseu Kamogne | Camarões                 | 29.93 |       |
| 85   | 2       | 8    | Aseel Khousrof                  | Iêmen                    | 29.99 |       |
| 86   | 3       | 7    | Joshua Wyse                     | Serra Leoa               | 30.08 |       |
| 87   | 3       | 0    | Muhammad Ali Moosa              | Malawi                   | 31.57 |       |
| 88   | 3       | 9    | Magnim Jordano Daou             | Togo                     | 32.22 |       |
| 89   | 2       | 4    | Refiloe Chopho                  | Lesoto                   | 34.21 |       |
|      | 6       | 8    | Jaouad Syoud                    | Argélia                  | DNS   | DNS   |
|      | 1       | 3    | David Young                     | Fiji                     | DSQ   | DSQ   |
|      | 2       | 0    | Mohammed Qatat                  | Líbia                    | DSQ   | DSQ   |

### Semifinais
As semifinais foram realizadas no dia 23 de julho com início às 20:23.
| Pos. | Bateria | Raia | Nadador           | CON               | Tempo | Notas            |
| ---- | ------- | ---- | ----------------- | ----------------- | ----- | ---------------- |
| 1    | 2       | 4    | Maxime Grousset   | França            | 22.72 | Q,               |
| 2    | 1       | 2    | Dare Rose         | Estados Unidos    | 22.79 | Q                |
| =3   | 1       | 4    | Thomas Ceccon     | Itália            | 22.92 | Q                |
| =3   | 2       | 6    | Jacob Peters      | Reino Unido       | 22.92 | Q                |
| 5    | 1       | 5    | Abdelrahman Sameh | Egito             | 22.94 | Q,               |
| 6    | 1       | 7    | Benjamin Proud    | Reino Unido       | 22.96 | Q                |
| 7    | 1       | 3    | Diogo Ribeiro     | Portugal          | 23.04 | Q                |
| =8   | 2       | 1    | Simon Bucher      | Áustria           | 23.05 | Recorde nacional |
| =8   | 2       | 5    | Dylan Carter      | Trinidad e Tobago | 23.05 |                  |
| =10  | 1       | 1    | Mario Molla Yanes | Espanha           | 23.16 |                  |
| =10  | 2       | 7    | Szebasztián Szabó | Hungria           | 23.16 |                  |
| 12   | 1       | 6    | Nyls Korstanje    | Países Baixos     | 23.23 |                  |
| 13   | 2       | 3    | Noè Ponti         | Suíça             | 23.26 |                  |
| 14   | 2       | 2    | Ilya Kharun       | Canadá            | 23.27 | =                |
| 15   | 2       | 8    | Joshua Liendo     | Canadá            | 23.33 |                  |
| 16   | 1       | 8    | Josif Miladinov   | Bulgária          | 23.40 |                  |

#### Desempate
O swim-off foi iniciado no dia 23 de julho às 22:16.
| Pos. | Raia | Nadador      | CON               | Tempo | Notas |
| ---- | ---- | ------------ | ----------------- | ----- | ----- |
| 1    | 4    | Simon Bucher | Áustria           | 23.10 | Q     |
| 2    | 5    | Dylan Carter | Trinidad e Tobago | 23.26 |       |

### Final
A final fora realizada no dia 26 de julho às 21:32.
| Pos.              | Raia | Nadador           | CON            | Tempo | Notas            |
| ----------------- | ---- | ----------------- | -------------- | ----- | ---------------- |
| Medalha de ouro   | 6    | Thomas Ceccon     | Itália         | 22.68 | Recorde nacional |
| Medalha de prata  | 1    | Diogo Ribeiro     | Portugal       | 22.80 | Recorde nacional |
| Medalha de bronze | 4    | Maxime Grousset   | França         | 22.82 |                  |
| 4                 | 3    | Jacob Peters      | Reino Unido    | 22.84 |                  |
| 5                 | 7    | Benjamin Proud    | Reino Unido    | 22.91 |                  |
| 6                 | 5    | Dare Rose         | Estados Unidos | 23.01 |                  |
| 7                 | 8    | Simon Bucher      | Áustria        | 23.26 |                  |
| 8                 | 2    | Abdelrahman Sameh | Egito          | 23.34 |                  |

Legenda
| Recorde mundial       | Recorde mundial (World record)               |                       | Recorde africano                      | Recorde africano (African) |                                           | Q | Classificado por posição (Qualified) |
| Recorde do campeonato | Recorde do campeonato (Championship record)  | Recorde da América    | Recorde da América (Americas)         | q                          | Classificado por melhor tempo (Qualified) |   |                                      |
| Melhor marca do ano   | Melhor marca do ano (World leading)          | Recorde asiático      | Recorde asiático (Asian)              | DNS                        | Não largou (Did not start)                |   |                                      |
| Recorde nacional      | Recorde nacional (National record)           | Recorde europeu       | Recorde europeu (European)            | DNF                        | Não terminou (Did not finish)             |   |                                      |
| Recorde pessoal       | Recorde pessoal do atleta (Personal best)    | Recorde da Oceania    | Recorde da Oceania (Oceania)          | DSQ / DQ                   | Desclassificado (Disqualified)            |   |                                      |
| Recorde da temporada  | Recorde da temporada do atleta (Season best) | Recorde sul-americano | Recorde sul-americano (South America) | NM                         | Sem marca (No mark)                       |   |                                      |